# 看我72變
《看我72變》是臺灣歌手蔡依林的第五張錄音室專輯，由新力音樂於2003年3月7日發行。專輯由王治平、李偲菘、薛忠銘、周杰倫和黃怡共同製作，融合流行、迪斯可、放克、謠曲、嘻哈和英倫搖滾等音樂元素，並以蔡依林的音質、唱腔和藝人定位為製作考量，是其音樂轉型的關鍵作品，確立以舞曲為主導的音樂方向。
專輯發行後在臺灣連續十週位居玫瑰大眾唱片銷量排行榜第一名，銷量超過36萬張，並在亞洲地區總銷量超過150萬張。該專輯於2003年成為臺灣年度銷量第二名專輯，且為當年銷量最高的女歌手專輯。
專輯入圍第15屆金曲獎最佳流行音樂演唱專輯獎，蔡依林也因此入圍最佳國語女演唱人獎，歌曲〈布拉格廣場〉的編曲人鍾興民則入圍最佳編曲人獎，並最終獲獎。

## 背景和發展
2001年12月20日，媒體報導蔡依林正在洽談簽約新唱片公司，並指出簽約新力音樂的可能性較高。蔡依林回應稱：「我可以發誓，唱片合約八字都還沒一撇！」同年1月22日，有報導指出蔡依林已開始規劃新專輯，並進行歌曲徵集。
同年6月5日，媒體報導蔡依林的新專輯預計於同年9月發行，並指出她有意將經紀合約簽給葛福鴻旗下的經紀公司。同年7月23日，蔡依林與新力音樂簽訂為期兩年、共三張專輯的合約。同年9月16日，媒體報導蔡依林已為新專輯收錄五首歌曲，並計劃展開錄音作業。同年12月7日，媒體進一步報導該專輯預定於翌年1月發行。
2003年2月12日，新力音樂舉辦蔡依林新專輯的試聽會，邀請薛忠銘、馬毓芬和袁惟仁等音樂人討論主打歌曲順序。2月13日，媒體報導專輯定於同年3月7日發行，並指出該專輯不同於以往從大量Demo中挑選歌曲的方式，而是由製作人根據蔡依林的聲音特質進行量身創作，整體製作歷時數月。

## 創作和錄製

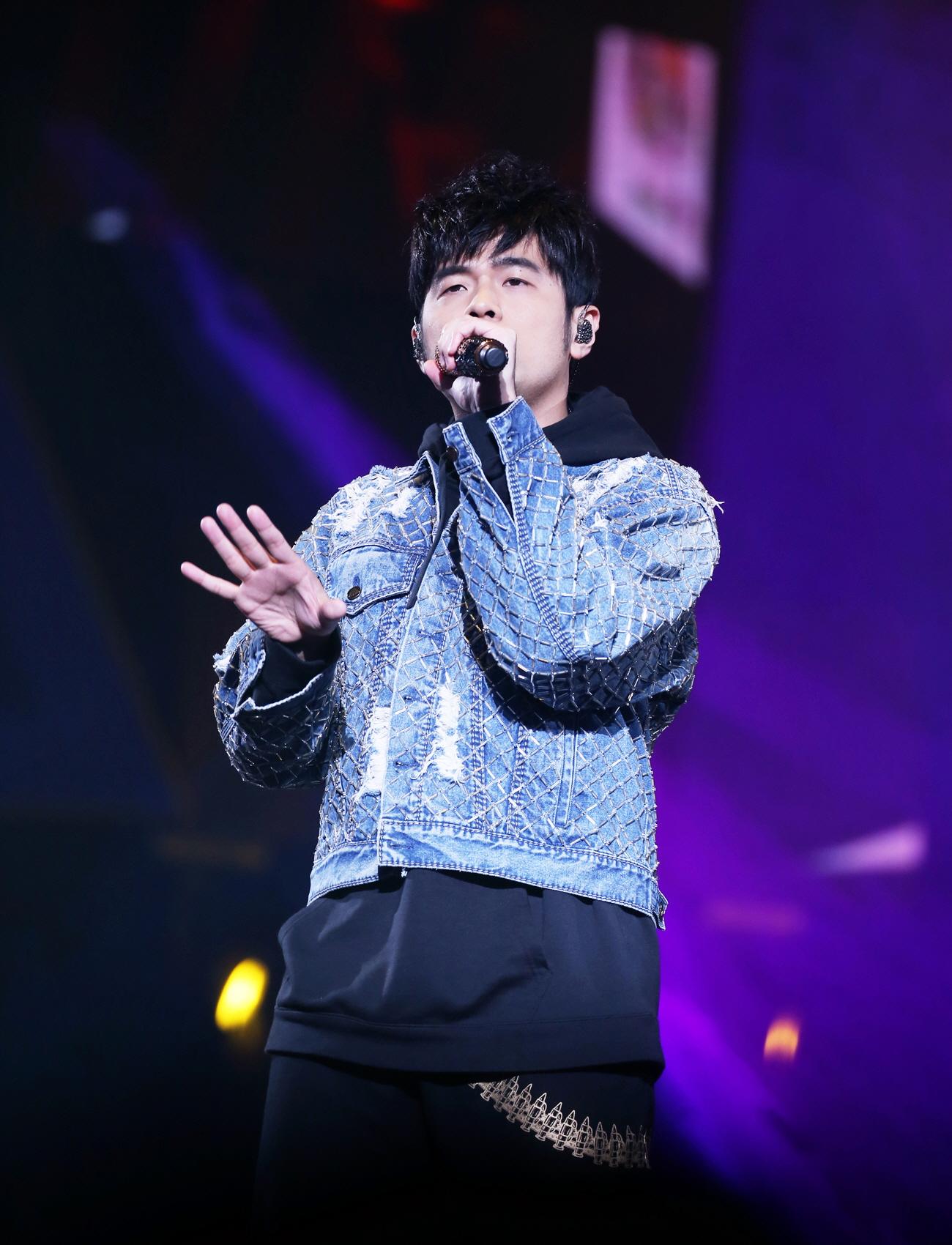
周杰倫是專輯中的合作音樂人之一。

第一主打〈看我72變〉融合嘻哈和迪斯可元素，並使用電腦模擬三弦音色。歌曲前奏展現神秘且俏皮的特質，整體節奏跳躍。蔡依林在錄音室中花費約兩週時間錄製，總共錄唱近百遍。第二主打〈假面的告白〉為抒情慢歌，開頭以小提琴聲引入，隨後過渡至中段的弦樂四重奏和鋼琴編曲，構成起伏的旋律。蔡依林在此曲中的演唱風格被描述為悲而不苦，成功詮釋了歌詞中的受傷情感，並被媒體評為其出道以來較具情感表現的演出之一。
第三主打〈說愛你〉以電吉他開場，搭配蔡依林輕快的演唱和饒舌和聲，呈現輕鬆幽默的流行歌曲氛圍，並強化了整體英倫搖滾風格。第四主打〈做一天的你〉是一首慢板謠曲，鋼琴作為主旋律，描繪情感低落的心境。蔡依林在錄音過程中與製作人多次討論聲音表現，調整聲音位置和演唱情緒，使最終成品展現出與以往不同的溫柔聲線。
第五主打〈馬甲上的繩索〉由蔡依林創作歌詞，內容呈現較為成熟和敏感的情感視角。該歌詞經多位音樂人作曲，最終採用張佳添創作的三拍圓舞曲旋律，並加入鋼琴、弦樂和MIDI後製，編曲以和弦變化豐富為特色。歌曲〈Prove It〉為重節奏嘻哈舞曲，蔡依林以較具力度的唱法演繹，並加入聲音效果處理，呈現節奏明快、風格俐落的舞曲感。歌詞內容表達簡單、直接的戀愛觀，並呈現現代女性的自主態度。

## 主題和造型

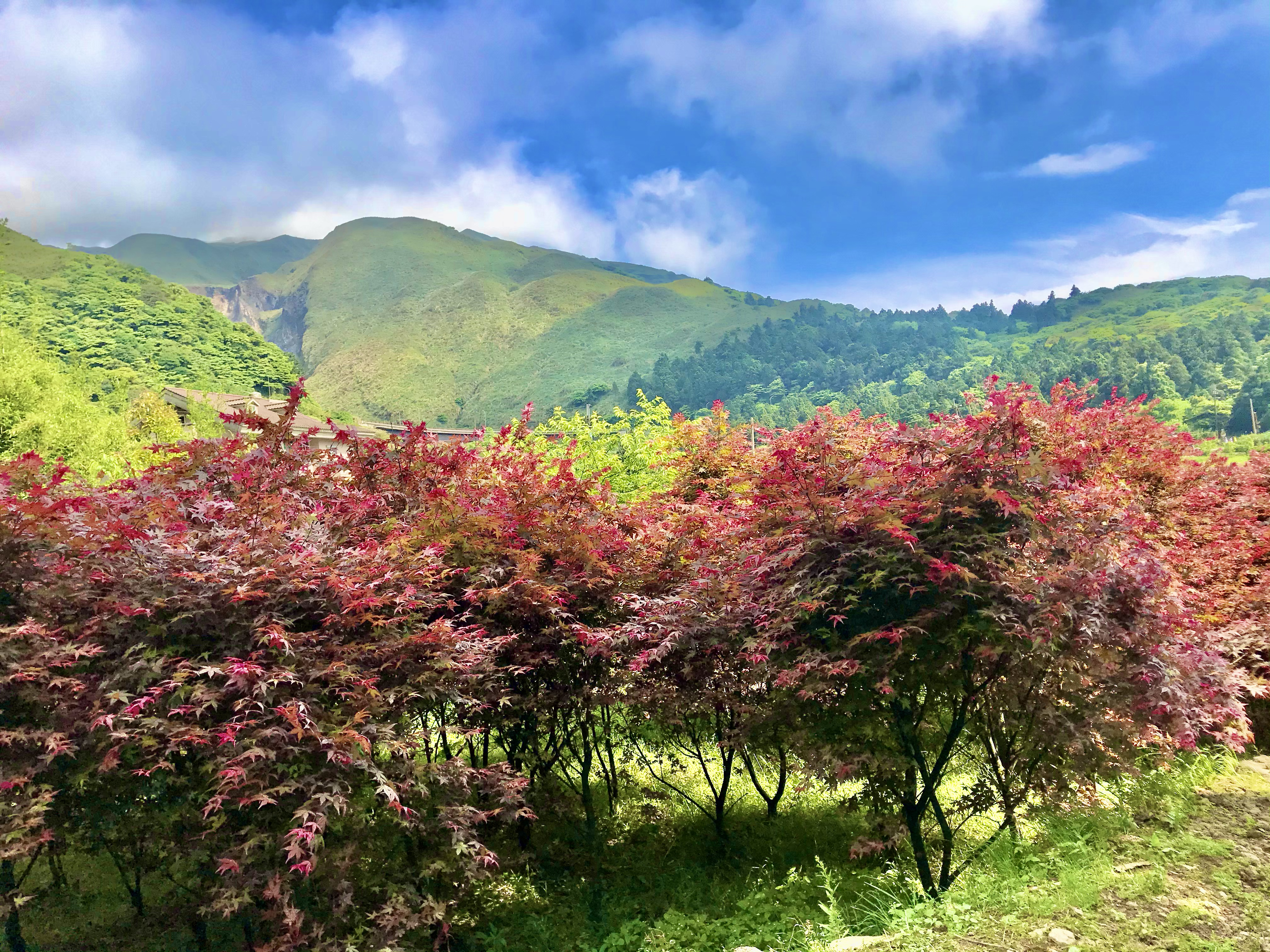
該專輯的改版「繽紛璀璨豪華慶功版」的封面和內頁寫真於陽明山國家公園的竹子湖拍攝。

關於專輯名稱的意涵，蔡依林表示，這張專輯旨在呈現她在表演上的轉變，包括聲音表現、舞蹈動作和造型風格等多方面的調整。她指出，不同的歌曲將採用不同的唱腔，舞蹈動作更加俐落，服裝選擇也更具多樣性和色彩變化，藉此展現經過調整後的改變。
為了凸顯音樂和形象上的轉變，專輯的正式版封面和內頁寫真以「冬眠進化論」為主題，透過「冬眠」、「甦醒」、「破冰」三個階段的概念來呈現變化過程。拍攝「冬眠」階段時，攝影師以長布包裹蔡依林身體，模擬繭蛹形象，營造靜止的視覺效果；「甦醒」階段則以白布剪成流蘇綁在手臂上，象徵光線喚醒後的覺醒狀態；「破冰」階段的畫面則在水中拍攝，搭配電腦合成的水滴和冰河視覺，象徵突破和重生。
造型方面，為呈現更成熟的形象，蔡依林和造型師陳孫華前往日本挑選服飾，服裝多以削肩或露肩的小洋裝為主，色系以白色和粉紅色為主調。正式版封面所穿的白色服裝則由設計師王清華根據在日本選購的布料量身製作。
同年發行的改版「繽紛璀璨豪華慶功版」的封面和內頁寫真以「春暖花開，春意盎然」為主題，於陽明山國家公園的竹子湖景區拍攝。唱片公司租借花田場地，安排蔡依林穿著春季服飾於花間拍攝，象徵專輯發行後的成功。

## 發行和宣傳
2003年3月6日，新力音樂於臺北市紐約紐約展覽購物中心舉辦該專輯的新歌發表會，並透露專輯的製作費用超過新臺幣四千萬元。同年4月12日，蔡依林在臺南市政府西側廣場舉辦「說愛你慶功演唱會」，現場觀眾超過一萬人。5月18日，蔡依林舉辦「說愛你音樂會」，該演唱會透過東風衛視和MyMuch網站直播，網路觀看人數突破十萬。同月23日，蔡依林發行專輯的改版「繽紛璀璨豪華慶功版」，額外收錄11支MV。5月29日，蔡依林在美國拉斯維加斯舉辦「看我七十二變演唱會」。

### 單曲
2003年2月19日，蔡依林發行單曲〈看我72變〉。MV中她更換了四套不同造型，包括連身印花洋裝、西部牛仔裝、休閒馬褲裝和龐克褲裝。為了展現歌曲和舞蹈的結合，唱片公司邀請編舞老師藍波設計編舞，採用複雜且繁密的手勢動作，營造變魔術的效果。由於該歌曲為線上遊戲《神之領域》的主題曲，導演團隊透過電腦後製將舞者變成遊戲人物，並設計蔡依林和遊戲人物同跳舞的畫面，此過程需逐格對舞蹈動作，並注意效果合成的真實感和細節。

### 音樂影片

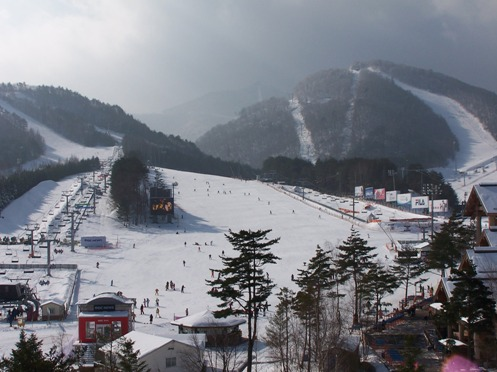
歌曲〈假面的告白〉的MV拍攝取景地之一為韓國江原道龍平滑雪渡假村。

歌曲〈假面的告白〉的MV由林錦和執導，為呈現歌曲的悲淒氛圍，唱片公司投入新臺幣一百萬元，安排蔡依林於同年1月底赴韓國江原道龍平滑雪渡假村拍攝，該地為電視劇《冬季戀歌》的取景地。原計劃邀請韓國演員元斌出演男主角，並開出一小時新臺幣三百萬元的酬勞，但因拍攝電影無法抽身，最終由一名臺灣模特兒替代。
歌曲〈布拉格廣場〉的MV由鄺盛執導，呈現異國幻想風格，唱片公司斥資新臺幣一百萬元，將背景設置在中世紀歐洲，並在道具、布景和演員服裝上費心考究，現場臨時演員多達50人。歌曲〈騎士精神〉的MV由林錦和執導，於泰國大城府阿瑜陀耶古城及崖差蒙空寺拍攝，蔡依林表示該MV帶有西元前古羅馬風格和濃厚民族色彩，拍攝時在運鏡、取景、舞者及布景搭建方面投入大量心力。此外，歌曲〈說愛你〉的MV由鄺盛執導，並邀請趙延慶出演。歌曲〈做一天的你〉及〈馬甲上的繩索〉的MV皆由林錦和執導。

### 現場表演
2003年4月13日，蔡依林參加「My Way金曲演唱會」，並在該活動演唱〈說愛你〉和〈假面的告白〉。同年7月5日，她參加「2003年勁歌金曲第二季季選」，演唱〈說愛你〉。8月2日，蔡依林參加「第14屆金曲獎頒獎典禮」，並演唱〈看我72變〉。
同年10月10日，蔡依林在「相信臺灣鬥陣Party」活動中演唱〈騎士精神〉、〈看我72變〉、〈布拉格廣場〉和〈說愛你〉。同年11月2日，她參加「中國安吉黃浦江源生態文化節」，並演唱〈看我72變〉、〈布拉格廣場〉和〈說愛你〉。同月15日，蔡依林在「2003亞洲巨星反盜版激情演唱會」演唱〈看我72變〉和〈說愛你〉。
11月30日，蔡依林參加「明星風暴演唱會」，並演唱〈看我72變〉、〈說愛你〉和〈假面的告白〉。12月3日，她參加「新城勁爆頒獎禮2003」，演唱〈說愛你〉。同月24日，蔡依林在「得易為你聖誕跨年晚會」演唱〈看我72變〉、〈說愛你〉和〈假面的告白〉。

## 商業表現
2003年3月13日，媒體報導該專輯在發行六天內在臺灣的銷量超過八萬張，並於發行首週登上臺灣玫瑰大眾和亞洲唱片的唱片銷量排行榜週榜第一名。5月18日，該專輯蟬聯玫瑰大眾唱片銷量排行榜週榜第一名達十週。6月7日，專輯在臺灣的銷量突破30萬張，並於6月16日獲得2003年上半年臺灣唱片銷量排行榜第一名。同年8月10日，新力音樂宣布專輯在中國大陸的銷量超過50萬張，並在全亞洲的總銷量超過100萬張。
2004年1月7日，媒體報導專輯獲得2003年臺灣年度唱片銷量第二名，並獲得同年臺灣年度女歌手唱片銷量第一名。最終，該專輯在臺灣的銷量超過36萬張，並在全亞洲的總銷量超過150萬張。
音樂榜單表現方面，〈看我72變〉獲得2003年臺灣飛碟聯播網幽浮勁碟排行榜年度第一名，〈說愛你〉位列第六，〈布拉格廣場〉則進入百名之列。〈看我72變〉在2003年臺灣Hit FM年度百首單曲排行榜排名第24名，〈說愛你〉和〈布拉格廣場〉分別排名第3名和第65名。

## 評價
騰訊娛樂評論指出，該專輯帶給蔡依林的不僅是形象上的蛻變，還包括音樂風格的多樣化和流行性。他認為，索尼音樂對蔡依林的重新定位是專輯成功的重要因素，並強調這張專輯在詞曲選擇上的細膩和嚴謹。尤其是在和新製作人黃怡、薛忠銘、王治平、周杰倫等人的合作下，專輯兼具時尚與國際化，無論是快歌還是慢歌，都將時尚和流行結合得淋漓盡致。
黃韻玲也給予專輯高度評價，認為專輯中的歌曲幫助蔡依林重新找到定位，並且整張專輯概念出色，成功打造了華語流行樂壇的流行風格。她認為該專輯將成為蔡依林的代表作之一。Apple Music指出，該專輯是蔡依林轉型的關鍵專輯，打破了過往的青春形象，並確立了以舞曲為主導的音樂風格。
樂評人青煙嶺認為，這張專輯是蔡依林蛻變的宣言，歌曲內容表現了她當時的人生歷程，並為後來的歌手特別是走舞曲路線的歌手提供了藍本。新浪娛樂則指出，這張專輯展示了蔡依林從過去的高音飆歌風格轉向更加低沉的情緒表達。然而，搜狐娛樂則認為儘管有周杰倫等音樂人的加持，過多的參與者反而讓專輯顯得風格過於分散，未能形成統一的音樂特色。
專輯被騰訊音樂浪潮評為2001-2020年200最佳華語專輯之一，2001—2010年間排名第18位。

## 獎項
2023年7月5日，歌曲〈說愛你〉獲得勁歌金曲第二季季選最受歡迎國語歌獎。同月28日，專輯獲得2003年臺灣G-Music風雲榜上半年銷售排行榜最佳大碟，蔡依林憑藉專輯獲得最佳女藝人獎。同年8月3日，蔡依林憑藉專輯獲得新城國語力頒獎禮2003新城國語力歌后，歌曲〈說愛你〉獲得新城國語力歌曲獎。同年9月6日，蔡依林獲得第十屆新加坡金曲獎臺灣區域最受歡迎歌手獎。
同年11月6日，蔡依林憑藉專輯入圍2004年MTV亞洲大獎最受歡迎臺灣藝人。同年12月28日，專輯獲得新城勁爆頒獎禮2003新城勁爆國語女歌手獎，歌曲〈說愛你〉獲得新城勁爆國語歌大獎。2004年1月19日，歌曲〈布拉格廣場〉獲得加拿大至Hit中文歌曲排行榜全國推崇十大國語歌曲獎。同年2月21日，專輯獲得Hito流行音樂獎年度Hito長壽專輯，蔡依林獲得年度Hito女歌手獎，歌曲〈說愛你〉則獲得年度蟬聯冠軍最久單曲和年度Hito華語歌曲。
2004年3月30日，專輯入圍第15屆金曲獎最佳流行音樂演唱專輯獎，蔡依林入圍最佳國語女演唱人獎，鍾興民憑藉〈布拉格廣場〉入圍最佳編曲人獎，最終鍾興民獲獎。同年4月10日，專輯獲得了IFPI香港唱片銷量大獎2003十大銷量國語唱片獎。同年7月11日，〈布拉格廣場〉獲得第四屆華語音樂傳媒大獎十大華語歌曲。

## 曲目
| 《看我72變》——正式版 | 《看我72變》——正式版                 | 《看我72變》——正式版 | 《看我72變》——正式版                                                  | 《看我72變》——正式版 | 《看我72變》——正式版 | 《看我72變》——正式版 |
| 曲序                 | 曲目                                 |                      | 作曲                                                                  | 编曲                 | 製作人               | 时长                 |
| -------------------- | ------------------------------------ | -------------------- | --------------------------------------------------------------------- | -------------------- | -------------------- | -------------------- |
| 1.                   | 說愛你（Say Love You）               | 天天                 | 周杰倫                                                                | 呂紹淳               | 王治平               | 3:46                 |
| 2.                   | 看我72變（Magic）                    | 陳鎮川               | - Edward Chan - Charles Lee                                           | 王治平               | 王治平               | 3:46                 |
| 3.                   | 假面的告白（Fake Confess）           | 李焯雄               | 李偉菘                                                                | Terence Teo          | 李偲菘               | 4:10                 |
| 4.                   | 奴隸船（Slave Ship）                 | 陳鎮川               | 薛忠銘                                                                | 陳建騏               | 薛忠銘               | 4:56                 |
| 5.                   | 布拉格廣場（Prague Square）          | 方文山               | 周杰倫                                                                | 鍾興民               | 周杰倫               | 4:54                 |
| 6.                   | 做一天的你（Be You for a Day）       | 李焯雄               | 薛忠銘                                                                | 王豫民               | 薛忠銘               | 4:43                 |
| 7.                   | Prove It                             | 易家揚               | - George Samuelson - Michael Lundh - Quint Starkie - Allan Rich       | Kenn C               | 黃怡                 | 3:39                 |
| 8.                   | 爆米花的味道（Smell of the Popcorn） | 方文山               | 雲超                                                                  | 王治平               | 王治平               | 4:20                 |
| 9.                   | 馬甲上的繩索（Rope on Vest）         | 蔡依林               | 張佳添                                                                | 陳建騏               | 薛忠銘               | 4:05                 |
| 10.                  | 好東西（Good Thing）                 | 李焯雄               | - George Samuelson - Michael Lundh - Quint Starkie - Rebecca Hortlund | 郭建良               | 黃怡                 | 3:15                 |
| 11.                  | 騎士精神（The Spirit of Knight）     | 蔡依林               | 周杰倫                                                                | 鍾興民               | 周杰倫               | 4:17                 |
| 总时长：             | 总时长：                             | 总时长：             | 总时长：                                                              | 总时长：             | 总时长：             | 45:51                |

| 《看我72變》——香港正式版（CD 2） | 《看我72變》——香港正式版（CD 2） | 《看我72變》——香港正式版（CD 2） | 《看我72變》——香港正式版（CD 2） | 《看我72變》——香港正式版（CD 2） | 《看我72變》——香港正式版（CD 2） | 《看我72變》——香港正式版（CD 2） |
| 曲序                             | 曲目                             |                                  | 作曲                             | 编曲                             | 製作人                           | 时长                             |
| -------------------------------- | -------------------------------- | -------------------------------- | -------------------------------- | -------------------------------- | -------------------------------- | -------------------------------- |
| 1.                               | 我很怕黑（Darkness）             | 凌東城                           | 金培達                           | 屠穎                             | 薛忠銘                           | 4:39                             |
| 总时长：                         | 总时长：                         | 总时长：                         | 总时长：                         | 总时长：                         | 总时长：                         | 4:39                             |

| 《看我72變》——繽紛璀璨豪華慶功版（DVD） | 《看我72變》——繽紛璀璨豪華慶功版（DVD） | 《看我72變》——繽紛璀璨豪華慶功版（DVD） |
| 曲序                                    | 曲目                                    | 时长                                    |
| --------------------------------------- | --------------------------------------- | --------------------------------------- |
| 1.                                      | 說愛你（MV）                            | 3:49                                    |
| 2.                                      | 看我72變（MV）                          | 3:45                                    |
| 3.                                      | 假面的告白（MV）                        | 4:07                                    |
| 4.                                      | 奴隸船（MV）                            | 4:55                                    |
| 5.                                      | 布拉格廣場（MV）                        | 4:53                                    |
| 6.                                      | 做一天的你（MV）                        | 4:36                                    |
| 7.                                      | Prove It（MV）                          | 3:36                                    |
| 8.                                      | 爆米花的味道（MV）                      | 4:19                                    |
| 9.                                      | 馬甲上的繩索（MV）                      | 4:01                                    |
| 10.                                     | 好東西（MV）                            | 3:11                                    |
| 11.                                     | 騎士精神（MV）                          | 4:19                                    |
| 总时长：                                | 总时长：                                | 45:31                                   |

## 幕後人員
該人員名單摘自專輯內頁。
- 薛忠銘—母帶後期處理製作人
- 王舒屏—母帶後期處理工程師
- 異術—母帶後期處理錄音室

曲目 #1
- 羅希—吉他
- 馬毓芬—和聲
- 吳聰賢—Rap
- 陳志翔—錄音師
- Johnny—錄音師
- M.E Studio—錄音室
- 摩根錄音室—錄音室
- 楊大緯—混音師
- 麗風錄音室—混音室

曲目 #2
- 羅希—吉他
- 馬毓芬—和聲
- 王治平—Rap
- 陳志翔—錄音師
- Johnny—錄音師
- M.E Studio—錄音室
- 摩根錄音室—錄音室
- 楊大緯—混音師
- 麗風錄音室—混音室

曲目 #3
- 潘清華—製作助理
- 楊君亮—製作助理、錄音師
- 林淑華—製作助理
- Jonathan Koh—吉他
- 孔朝輝—小提琴
- 顧文麗—小提琴
- 陳志翔—錄音師
- Atomic Studio—錄音室、混音室
- M.E Studio—錄音室
- 沈文釧—混音師

曲目 #4
- 倪方來—吉他
- 陳志翔—錄音師
- M.E Studio—錄音室、混音室
- 林世龍—混音師

曲目 #5
- 周杰倫—Rap、和聲
- 余晉—Rap、和聲
- 蔡依林—和聲
- 楊瑞代—錄音師
- J&A Studio—錄音室
- 楊大緯—混音師
- 麗風錄音室—混音室

曲目 #6
- 倪方來—吉他
- 馬毓芬—和聲
- 陳志翔—錄音師
- M.E Studio—錄音室、混音室
- 林世龍—混音師

曲目 #7
- 畢國勇—製作助理
- 馬毓芬—和聲
- 陳志翔—錄音師
- 陳文駿—錄音師
- 葉育軒—錄音師
- M.E Studio—錄音室
- 強力錄音室—錄音室、混音室
- 白金錄音室—錄音室
- 王俊傑—混音師

曲目 #8
- 羅希—吉他
- 馬毓芬—和聲
- 陳志翔—錄音師
- Johnny—錄音師
- M.E Studio—錄音室
- 摩根錄音室—錄音室
- 楊大緯—混音師
- 麗風錄音室—混音室

曲目 #9
- 倪方來—吉他
- 馬毓芬—和聲
- 陳志翔—陳志翔
- M.E Studio—錄音室、混音室
- 林世龍—林世龍

曲目 #10
- 畢國勇—製作助理
- 馬毓芬—和聲
- 陳志翔—錄音師
- 陳文駿—錄音師
- 葉育軒—錄音師
- M.E Studio—錄音室
- 強力錄音室—錄音室、混音室
- 白金錄音室—錄音室
- 黃欽勝—混音師

曲目 #11
- 蔡依林—和聲
- 周杰倫—和聲
- 楊瑞代—錄音師
- J&A Studio—錄音室
- 楊大緯—混音師
- 麗風錄音室—混音室

## 排行榜
| 排行榜（2003年）           | 最高排名 |
| -------------------------- | -------- |
| 新加坡（新加坡唱片業協會） | 1        |

## 發行歷史
| 地區   | 日期          | 格式   | 版本               | 經銷商   |
| ------ | ------------- | ------ | ------------------ | -------- |
| 臺灣   | 2003年3月7日  | CD     | 標準版、限量版     | 新力音樂 |
| 臺灣   | 2003年5月23日 | CD+DVD | 繽紛璀璨豪華慶功版 | 新力音樂 |
| 香港   | 2003年3月7日  | CD     | 標準版             | 新力音樂 |
| 香港   | 2003年3月7日  | 2CD    | 限量版             | 新力音樂 |
| 香港   | 2003年5月23日 | CD+DVD | 繽紛璀璨豪華慶功版 | 新力音樂 |
| 新加坡 | 2003年3月7日  | CD     | 標準版             | 新力音樂 |
| 新加坡 | 2003年6月19日 | VCD    | 繽紛燦爛音樂錄影帶 | 新力音樂 |
| 中國   | 2003年3月24日 | CD     | 標準版             | 新索音樂 |

## 外部連結
- YouTube上的《看我72變》播放列表